# بابی دکودووا
بابی دکودووا (انگلیسی: Bobby Decordova-Reid؛ زادهٔ ۲ فوریهٔ ۱۹۹۳) بازیکن فوتبال اهل بریتانیا است.
از باشگاه‌هایی که در آن بازی کرده‌است می‌توان به باشگاه فوتبال بریستول سیتی، باشگاه فوتبال چلتنهام تاون، باشگاه فوتبال اولدهام اتلتیک، باشگاه فوتبال پلیموث آرگیل اشاره کرد.
وی همچنین در تیم ملی فوتبال جامائیکا بازی کرده‌است.